# Kispálos
Kispálos (ukránul: Павлово) település Ukrajnában, Kárpátalján, a Munkácsi járásban.

## Fekvése
Szolyvától északkeletre fekvő település.

## Története
A trianoni békeszerződés előtt Bereg vármegye Szolyvai járásához tartozott.
1910-ben 575 lakosából 6 magyar, 138 német, 396 ruszin volt. Ebből 13 római katolikus, 431 görögkatolikus, 131 izraelita volt.